# Сионистская организация Америки
Сионистская организация Америки (англ. Zionist Organization of America, ZOA) — одна из первых американских сионистских организаций, основанная в 1897 году. Созданная с целью содействия образованию независимого еврейского государства, в настоящее время является одной из наиболее крупных организаций с произраильской позицией.
В числе направлений деятельности — укрепление американо-израильских отношений, образовательные программы, поддержка произраильских решений в Конгрессе, борьба против антиизраильской дезинформации в СМИ, учебниках, путеводителях, университетских кампусах. Президентом является Мортон Клейн, ранее президентами организации были член Верховного суда США Луи Брандейс и раввин Абба Гилель Сильвер.
С 1959 года Сионистская организация Америки вручает Премию Герцля.